# وفاة وجنازة البابا فرنسيس
في يوم 21 أبريل من عام 2025 المصادف اثنين عيد الفصح وفي الساعة 07:35 بتوقيت وسط أوروبا الصيفي (UTC+02:00)، توفي البابا فرنسيس عن عمر يناهز 88 عامًا في مقر إقامته، دوموس سانت مارثا في مدينة الفاتيكان. أعلن عن وفاته الكاردينال كيفن فاريل، في بث مباشر على وسائل إعلام الفاتيكان وفي بيان مصور في الساعة 09:45، بعد ساعتين من وفاته. شغل فرنسيس منصب البابا، رئيس الكنيسة الكاثوليكية، منذ انتخابه في 13 مارس من عام 2013. وكان ثاني بابا يموت في منصبه في القرن الحادي والعشرين، بعد البابا يوحنا بولس الثاني في عام 2005.
توفي البابا فرنسيس بعد إقامته في المستشفى لمدة خمسة أسابيع قبل شهر، حيث عانى من عدوى في الجهاز التنفسي والتهاب رئوي مزدوج. تم تسجيل سبب وفاته رسميًا على أنه سكتة دماغية أعقبتها سكتة قلبية لا رجعة فيها. من المقرر الاحتفال بقداس فرنسيس في 26 أبريل، بعد خمسة أيام من وفاته. ومن المتوقع أن ينعقد المجمع البابوي الذي سيحدد خليفة فرانسيس في وقت ما بين 6 و12 مايو.

شعار النبالة الخاص فرانسيس

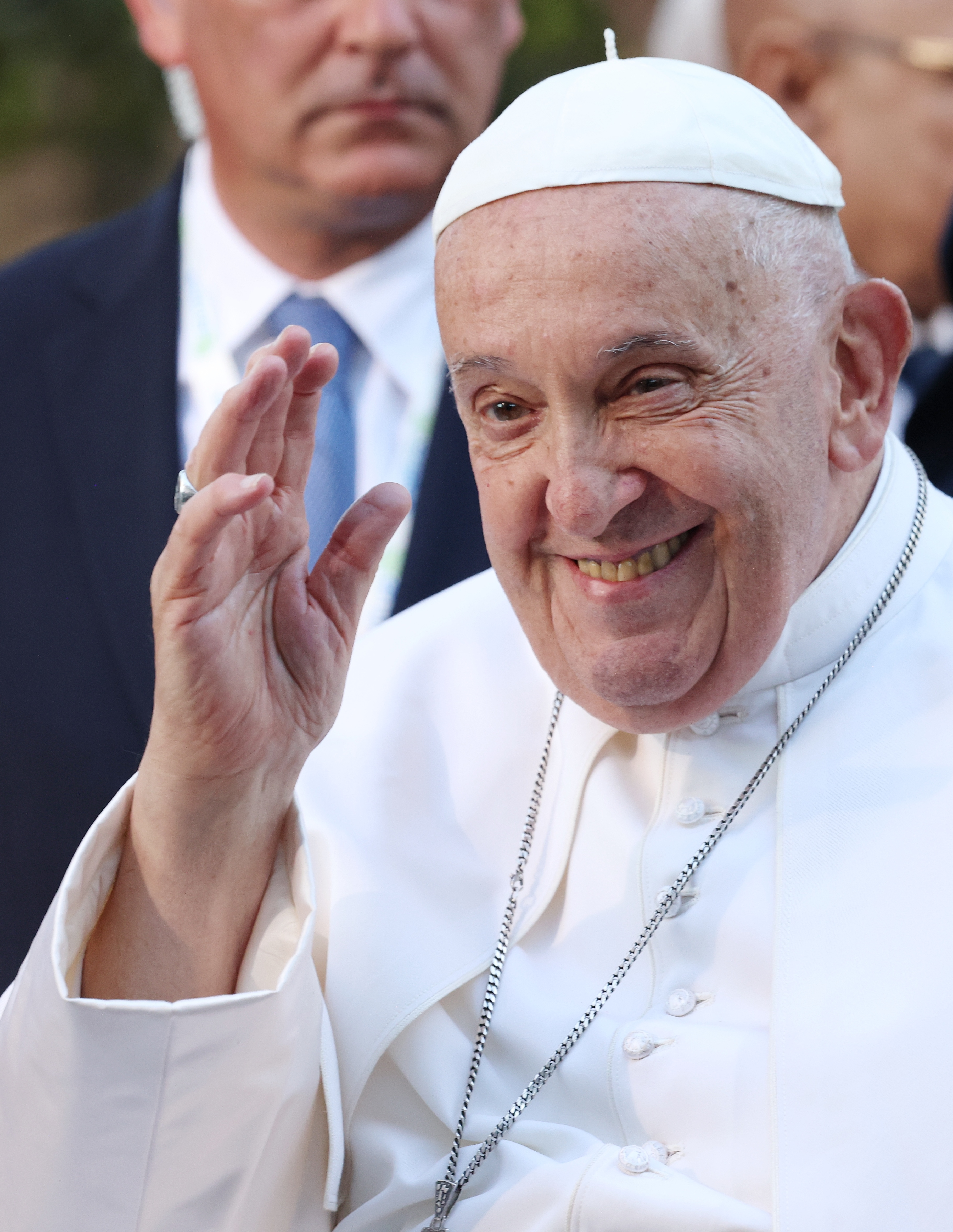
فرنسيس في يونيو 2024

## الجنازة
بدأت الإجراءات برئاسة كاميرلينجو، كيفن فاريل، لطقوس تأكيد الوفاة في الكنيسة البابوية. كانت الجنازة البابوية تقليديًا شأنًا معقدًا، لكن فرانسيس وافق على خطط لتبسيط قواعد Ordo Exsequiarum Romani Pontificis، وهو الكتاب الطقوسي الذي يوضح طقوس الجنازة البابوية. اختار نعشًا خشبيًا أساسيًا مبطنًا بالزنك وأنهى تقليد وضع جسد البابا على منصة مرتفعة للعرض العام. وفقًا لرغباته، سيتم دفن فرانسيس في كنيسة القديسة مريم الكبرى في روما، وتحديدًا "في حجرة الدفن في الممر الجانبي بين كنيسة بولين (كنيسة سالوس بوبولي روماني) وكنيسة سفورزا في الكنيسة"، مما يجعله أول بابا يتم دفنه خارج الفاتيكان منذ البابا ليون الثالث عشر في عام 1903.
أقيمت الجنازة في 26 أبريل في الساعة 10:00 صباحًا في شكل قداس جنائزي بقيادة عميد مجمع الكرادلة، الكاردينال جيوفاني باتيستا ريم. ووفقًا لمكتب البروتوكول في أمانة دولة الفاتيكان، فقد تم تأكيد حضور حوالي 130 وفدًا أجنبيًا في الجنازة. كما سيبدأ قداس جنازة البابا فرانسيس فترة حداد لمدة تسعة أيام، تُعرف باسم نوفيمياليس، حيث سيحتفل الكرادلة خلالها بالقداس في ذكرى فرانسيس. أصدر مكتب الاحتفالات الليتورجية للبابا الأعظم الجدول الزمني وقائمة الكرادلة الذين سيرأسون قداديس نوفيمياليس. من بين قادة العالم الذين حضروا قداس الجنازة الرئيس الأمريكي دونالد ترامب، ورئيس الوزراء البريطاني السير كير ستارمر، ووليام أمير ويلز، والرئيس الفرنسي إيمانويل ماكرون، والرئيس الأوكراني فولوديمير زيلينسكي، ورئيسة المفوضية الأوروبية أورسولا فون دير لاين، والرئيس البرازيلي لويس إيناسيو لولا دا سيلفا، ورئيس الوزراء الإيطالي جورجيا ملوني، والرئيس الفلبيني فرديناند ماركوس جونيور، والرئيس الأرجنتيني خافيير ميلي، والمستشار الألماني أولاف شولتز، والعاهل الأردني الملك عبد الله الثاني، والملك كارل السادس عشر غوستاف ملك السويد، والأمين العام للأمم المتحدة أنطونيو غوتيريش.
ستنشر الحكومة الإيطالية أكثر من 2500 شرطي و1500 جندي لتوفير الأمن خلال الجنازة. كما نشرت سفينة حربية قبالة سواحل روما، ووضعت أسرابًا من الطائرات المقاتلة في حالة تأهب.

### الشخصيات البارزة في الجنازة

خريطة الدول الممثلة في جنازة البابا فرانسيس

بعد وفاة البابا فرانسيس في 21 أبريل 2025، أكد العديد من القادة الأجانب حضورهم القادم في قداس جنازته، بعضهم في وقت مبكر من يوم وفاته. وفي المجموع، كان ما لا يقل عن 114 دولة من أصل 193 دولة عضو في الأمم المتحدة، إلى جانب جمهورية الصين، وكوسوفو وفلسطين، ممثلين في الجنازة، مع حضور 60 رئيس دولة، و28 ممثلاً لرؤساء الدول (بما في ذلك الحكام العامون والوزراء وأعضاء العائلات المالكة) و30 رئيس حكومة. كما حضر القداس العديد من الكرادلة الناخبين في المجمع البابوي لعام 2025، والذي سيحدد خليفة فرانسيس، إلى جانب ممثلين عن الأبرشيات الكاثوليكية والطوائف المسيحية الأخرى والأديان الأخرى.

#### الممثلين الوطنيون
هذه القائمة غير المكتملة يتم تحديثها باستمرار لتشمل آخر المعلومات الجديدة
الملكية
- ملك وملكة بلجيكا[19]
- ملكة الدنمارك (تمثل ملك الدنمارك)[20]
- الملك والملكة الأردنية.[21]
- ملك ليسوتو
- الأمير الوراثي والأميرة الوراثية لليختنشتاين (يمثلان أمير ليختنشتاين)[22]
- الدوق الأكبر والدوقة الكبرى للوكسمبورغ[23][24]
- أمير وأميرة موناكو[25]
- ولي العهد والأميرة ولي العهد النرويج (يمثلان ملك النرويج)[26]
- ملك وملكة إسبانيا[27]
- كارل السادس عشر غوستاف والملكة سيلفيا

رؤساء الدول
- رئيس باجرام بيجاج وسيدة أولى ارماندا بيجاج
- خوان إنريك فايفس سيسيليا، أسقف الأبرشية أورغل
- رئيس جواو لورنسو وسيدة أولى أنا دياز لورنسو
- رئيس خافيير مايلي
- رئيس فاهاجن خاتشاتوريان
- رئيس ألكسندر فان دير بيلين وسيدة أولى دوريس شميداور
- جليكا تسفيانوفتش لرئاسة البوسنة والهرسك ودينيس بيتشيروفيتش عضو لرئاسة البوسنة والهرسك
- رئيس لويس إيناسيو لولا دا سيلفا وسيدة أولى جانجا لولا دا سيلفا
- رئيس خوسيه ماريا نتفيس وسيدة أولى ديبورا كاتيسا كارفاليو
- رئيس فوستان آرشانج تواديراعلى
- رئيس زوران ميلانوفيتش وسيدة أولى سانيه موسيتش ميلانوفيتش
- رئيس نيكوس خريستودوليدسعلى
- رئيس لويس أبي نادر وسيدة أولى راكيل أرباجي
- رئيس فيليكس تشيسكيدي وسيدة أولى دينيس نياكيرو
- رئيس دانيال نوبوا
- رئيس ألار كاريس
- رئيس لويس إيناسيو لولا دا سيلفا وسيدة أولى جانجا لولا دا سيلفا
- رئيس ألكسندر ستوب
- رئيس الفرنسا وأميرا أندورا الشريكان إيمانويل ماكرون وسيدة أولى ديجيت مالرون
- رئيس بريس أوليغي وسيدة أولى زيتة نيانغي أوليغي
- رئيس ميخائيل كافالاشفيلي (كان ظهوره محل نزاع بسبب الأزمة السياسية الجورجية في عامي 2024 و2025)
- رئيس فرانك-فالتر شتاينماير وسيدة أولى إلكه بودنبندر
- رئيس زيومارا كاسترو
- رئيس تاماس سوليوك وسيدة أولى زوزانا ناديا
- رئيسة هالا توماسدوتير
- رئيس دروبادي مورمو
- رئيس مايكل دانييل هيجينز وسيدة أولى سبينا هيجينز
- رئيس سيرجيو ماتاريلا وسيدة أولى بحكم الأمر الواقع لورا ماتاريلا
- رئيس وليام روتو
- رئيسة فيوزا عثماني والسيد الأول بريندون سادريو
- رئيس إدغارس رينكيفيتشس
- رئيس جوزيف عون وسيدة أولى نامت عون
- رئيس غيتاناس ناوسيدا وسيدة أولى ديانا ناوسيدياني
- رئيس أندريه راجولينا وسيدة أولى ميالي راجوالينا
- رئيسة ميريام سبيطيري ديبونو والسيد الأول أنثوني سبتطيري ديبونو
- رئيس مايا ساندو
- رئيس ياكوف ميلاتوفيتش وسيدة أولى ميلانا ميلاتوفيتش
- رئيس دانييل تشابو وسيدة أولى غاتا تشابو
- رئيسة جوردانا سيليانوقسكا-داقكوفا
- رئيس بونغ بونغ ماركوس وسيدة أولى ليزا أرانيتا ماركوس
- رئيس أندجي دودا وسيدة أولى أجاتا كورنهاوزر دودا
- رئيس مارسيلو ريبيرو دى سوزا
- الرأيس بالنيابة إيلى بولوجان
- الحاكمان دينيس برونزاتي وأيتالو ريغي
- رئيس وأفيل رامكالاوان وسيدة أولى أجاتا ليندا رامكالاوان
- رئيس جوليوس مادا بيو
- رئيس بيتر بيليجرينى
- رئيسة ناتاشا بيرك موزار والسيد الأول اليش موزار
- راهب جون تيموثي دنلاب، الأستاذ الأعظم لفرسان الإسبتارية
- رئيسة كارين كيلر سوتر والسيد الأول مورتون كيلر
- رئيس جوزيه راموس هورتا
- رئيس فور غناسيغبي
- رئيس فولوديمير زيلينسكي وسيدة أولى أولينا زيلينسكا
- رئيس دونالد ترامب وسيدة أولى ميلانيا ترامب

ممثلوا الرؤساء
- أحمد عطاف، الوزير الشؤون الخارجية والجالية الوطنية باخارج الجزائري، ممثل الرئيس عبد المجيد تبون
- الحاكم العام سامانته موستين مع زوجها سيميون بيكيت، ممثل تشارلز الثالث (ملك الأستراليا)
- عبد الله احمد آل خليفة، وزير النقل والاتصالات ، ونواف بن محمد آل ماودا، وزير العدل والشؤون الأسلامية والأوقاف ، ممثل حمد بن عيسى بن سلمان آل خليفة
- إيغور سيرجينكو، رئيس المجلس نواب روسيا البيضاء، ممثل الرئيس ألكسندر لوكاشينكو
- نائب الرئيس بروسبر بازومبانا مع السيدة الثانية مارى ندانعانو، ممثل الرئيس إيفاريست ندايشيميي
- الحمية علمية فرويلا تسالام مع زوجها دانيال مينديز، ممثل تشارلز الثالث (ملك بليز)
- بول أتانجي نجي، وزير الإدارة الإقليمية ، ممثل رئيس بول بيا
- الحاكمية عامية ماري سيمون مع زوجها ويت فرازر، ممثل تشارلز الثالث (ملك كندا)
- تشن شيان جين، نائب الرئيس السابق لتايوان (2016–2020) والرئيس وزراء جمهورية الصين لتايوان (2023–2024) مع زوجته لو فنغ بينغ، ممثل الرئيس لاي تشينغ
- السيدة أولى فرونيكا الكوسر، ممثل زوجها الرئيس غوستافو بيرترو
- نائب الرئيس سالبادور فالديز ميسا، ممثل الرئيس ميغيل دياز كانيل
- ماري ملكة الدنمارك، ممثل زوجها فريدريك العاشر
- أسامة الأزهري، وزير الأوقاف المصري، ممثل الرئيس عبد الفتاح السيسي
- نائب الرئيس فيليكس أواوا مع زوجته ليليان ألفارينجا دى أواوا، ممثل الرئيس نجيب بوقيلة
- السيدة أولى كونستانسيا مانعي، ممثل زوجها الرئيس تيودورو أوبيانغ
- نائب رئيس الوزراء تولى دلادلا، ممثل ملك مسواتي الثالثملك
- هنري جوميز، المستشار الخاص لرئايس آداما بارو، الذي كان يمثله
- الوزير الثقافة والرياضة ليوي جرازيوسو، ممثل الرئيس برناردو أريفالو
- جوكو ويدودو، الرئيس إندونيسيا (2014–2024)، ممثل خايفته فرابوو سوبيانتو
- الرئيس إقليم كوردستان نيجيرفان بارزاني، ممثل الرئيس العراق عبد اللطيف رشيد
- جيلبر كمنه كافانا، الممثل الأعلى الرئيس الحسن واتارا
- وزير الداخلية المكسيك روسا أيسيلا رودريجيز، ممثل الرئيسية كلوديا شينباوم
- رئيس الوزراء عزيز أخنوش، ممثل ملك محمد السادس بن الحسن
- وزيرة العلاقات الدولية والتجارة سلما أشيبالا موسافي، ممثل الرئيسة نتومبو ناندي ندايتواه
- الرئيس مجلس الشيوخ عودسويل أكبابيو، ممثل الرئيس بولا تينوبو
- الوزير الخارجية خافيير مارتينيز–آتشا، ممثل الرئيس خوسيه راؤول مولينو
- الوزير المجلس نواب راؤول لاتورى، ممثل الرئيس سانتياغو بينيا
- الوزير الخارجية إلمر شيلر، ممثل الرئيسة دينا بولوارت
- الوزيرة الثقافة أولغا ليوبيموفا، ممثل الرئيس فلاديمير بوتين
- وزير الخارجية عادل الجبير، ممثل ملك سلمان بن عبد العزيز آل سعود
- الوزير الثقافية والرياضة والسياحة ايو أن تشون، ممثل الرئيسة بالنيابة هان داك سوعلى
- الوزير الخارجية والتعاون الدولي سيمايا كومبا، ممثل الرئيسة سالفا كير
- وزيرة الشؤون الاجتماعية والعمل هند قبوات، ممثل الرئيسة أحمد الشرع
- نائب الرئيس فيليب مبانجؤ، ممثل الرئيسة سامية حسن
- وزير الشؤون الخارجية محمد علي النفطي، ممثل الرئيسة قيس سعيد
- الرئيسة البرلمان أوغندا أنيتا أمونغ، ممثل الرئيسة يوويري موسيفيني
- الولي عهد أبوظبي خالد بن محمد بن زايد آل نهيان، ممثل والده، الرئيس محمد بن زايد آل نهيان
- ويليام أمير ويلز، ممثل والده تشارلز الثالث
- وزير الشؤون الخارجية ماريو لوبتكيب، ممثل الرئيسة أياماندو إيرسي
- الوزير الشؤون الخارجية أيبان هيل، ممثل الرئيس نيكولاس مادورو
- الوزارة الشؤون الخارجية مولمبو هايمبي، ممثل الرئيس هاكيندي هيشيليما
- نائب الرئيس قسطنطين شيوينجا، ممثل الرئيس إمرسون منانغاغوا

رؤساء الحكومات
- رئيس الوزراء كزافيير إسبوت زامورا
- المستثار كريستيان شتوكر
- المستشار الرئيسي محمد يونس
- الرئيس الوزراء بارت دي فيفير
- الة مجلس الوزراء بوريانا كريشتو
- الرئيس الوزراء روزن جيليازكوف
- الرئيس وزراء أندريه بلينكوفيسش وزوجته أنا مسلسش بلينكوفيسش
- الرئيس الوزراء بيتر فيالا وزوجته أيانا فيالمفه
- المستثار أولاف شولتس
- الرئيس الوزراء كيرياكوس ميتسوتاكيس وزوجته مريفا غربوفسكي-ميتسوتاكيس
- الرئيس الوزراء فيكتور أوربان وزوجته أنيكو ليفاي
- تيشخ مايكل مارتن
- الرئيس الوزراء جورجا ملوني
- الرئيس الوزراء البين كورتي وزوجته ريتا أوغنستد كنوتسن
- الرئيس الوزراء لوك فريدن وزوجته ماريولن دروغليفر فورتن
- الرئيس الوزراء روبرت أبيلا وزوجته ليديا أبيلا
- الرئيس الوزراء دتك شوف
- الرئيس الوزراء كريستوفر لوكسون
- الرئيس الوزراء محمد مصطفى
- الرئيس الوزراء لويس مونتينجرو
- الرئيس الوزراء محمد بن عبد الرحمن آل ثاني
- الرئيس الوزراء مرتسيل سيولاكو
- الرئيس الوزراء جورو ماتسوت
- الرئيس الوزراء روبرت غولوب وزوجته تينا غولوب
- الرئيس الوزراء أولف كريستيرسون
- الرئيس الوزراء كير ستارمر وزوجته فيكتوريا ستارمر

السفراء
ما لم يتم ذكر خلاف ذلك، فإن جميع السفراء المذكورين معتمدون لدى للكزسي الرسولي.
- كارليس ألفاريز مارفاني
- بوريس ساهاكيان
- السفير المعين كيث بيت
- إيغور موحتاروف
- جوزيف كارء وزوجته تيري
- السفير لدى فرنسا واسفير غير مقيم لدى للكزسي السولي عصام بن عبد العزيز الجاسم
- السفير لدى للكزسي السولي إيوري أمبرازفيتش والمدير أعمال لدا إيطاليا كيريل بيتروفسكي
- برونو فان در بلويم
- تيريزا سوزانا سوبيتا
- كونستانتين كودزاباسيف
- ألبيرتو أوسبيبا كارينيو
- فيديريكو زامورا
- بيفل سفوبودا
- سوزان شاين
- خورخي إدموندو أوريبء بيريز
- عمر غوباش
- جولييتا أنابيلا ماتشوكا
- فلورنس مانجين
- السفير لدى يونسكو ليلاس دسكيرون والسفر المعين لدى إيطاليا غاندي توما
- إدوارد هابسبورغ
- مهمد حسين مختاري
- الرحمن فرحان عبد الله العامري
- فرانسيس كولينس
- يادون سيدمان
- فانغا باتريس كوفي
- ريتشارد براون
- ناصر القحطاني
- السفير في إيطاليا واسفير غير مقيم لدى للكزسي السولي تالاي نازارباييف
- جوزيف مبينغانجيرا
- فرانك زاميت
- ألبيرتو بارانكو شافاريا
- دفاسورن عرلما
- رجاء ناجي مكاوي
- همواي مهواي خينه مع هلا موى
- السفير في ألمانيا واسفير غير مقيم لدى للكزسي السولي مارتين أنجابل
- أنميكى روغروك
- السفير في إسبانيا ماوريتيو جيلي (مع فرح جوتيريز) والسفر في إيطاليا مونيكا روبيلو
- السث في بلجيكا جوزيف فارو
- السفير في الكرسي الرسولي رومسنا تابوادا تونينا والسفر في إيطاليا ماريا خوسيه أرجابيا ماتيو
- أسماء نجري العمري
- ماريا ألساندرا ألبرتيني
- بير هولمستروم

#### المنظمات الدولية
مجلس أوروبا
- نائب الأمين العام  بيورن بيرج والرئيس الجمعية البلمنية المجلس أوروبا  تيودوروس رمسمبملمس

 الاتحاد الأوروبي
- الرئيس المجلس الأوروبي  أنطونيو كوستا
- الرئيس المفوضية الأوروبية  أورسولا فون دير لاين
- الرئيسة البرلمان الأوروبي  روبرتا ميتسولا
- الممثل السامي للاتحاد للشؤون الخارجية والسياسة الأمنية  كايا كالاس

الصندوق الدولي اللتنمية الزراعية
- الرئيس الفارو لاريو
- نائب الرئيس جيراردين موكيشيمانا

منظمات أخرى
- الرئيس الاتحاد الدولي لكرة القدم جياني إنفانتينو
- العضو مجلس النواب في منظمة الأغذية والزراعة ماوريتسيو مارتينا
- المدير العام المنظمة العمل الدولية جيلبر أونغبو
- المدير العام منظمة الهجرة الدولية إيمي بوب
- الرئيسة منظمة الأمن والتعاون في أوروبا بيا كاوما
- أمين عام الأمم المتحدة أنطونيو غوتيريش
- المفوضية السامية للأمم المتحدة لشؤون اللاجئين لإيطاليا كيارا كاردوليتي
- نائب المدير التنفيذي برنامج الأغذية العالمي كرل سكاو
- المدير العام لمنظمة الصحة العالمية تيدروس أدهانوم غيبريسوس

#### الممثلون الدينيون
إلى جانب مئات الأساقفة من كل من الكنيسة الرومانسية الكاتوليكية والكنيسة الأنثوذكسية الشرقية، حضر ممثلو الديانات التالية الجنازة:
- إمام مسجد روما نادر ألعقاد
- الحاخام الأكبر لروما ريكآردو دي سينيي
- الرئيس اتحاد الهيئات والجاليات الإسلامية في إيطاليا ياسين لافرام
- المفتي الأكبر المشيخة الإسلامية الألبانية بويار سباهيو

#### الغائبون
| دولة                            | رئيس الدولة الحكومة                                 | سبب |
| ------------------------------- | --------------------------------------------------- | --- |
| أستراليا                        | رئيس وزراء أنتوني ألبانيز                           | كلن يقود حكومة مؤقتة بسبب الحماة الانتخا الفيدراية، والتي فاز بها. |
| كندا                            | رئيس وزراء مارك كارني                               | وكلن في منتصف حملة الحماة الانتخا الفيدراية، والتي فاز بها. |
| الصين                           | الأمين العام للحزب الشيوعي الصيني ورئيس شي جين بينغ | لا يقيم بلاده علاقات دبلوماسية مع الكرسي الرسولي |
| الكونغو                         | رئيس ديني ساسو نغيسو                                | حضر هو ورؤساء حكومات آخرون قداسا تذكاريا 25 أبريل 2025 في كنيسة سلنت آن دو كونغو غي العاصمة برازافيل بدلا من السفر إث الفاتيكان                                                                                        |
| ألمانيا                         | المستشار المعين فريدرش ميرتس                        | ولم يقدم أسبابا رسمية لغيانه |
| إسرائيل                         | رئيس وزراء بنيامين نتنياهو                          | بسبب مذكرة اعتقال صادرة عن المحمة الجنائية الدولية والتي تحد من سفره خارج البلاد. كما أشرف على تدهور العلاقات الدبلوماسية بين إسرائيل والكرسي الرسولي خلال الحرب الفلسطينية الإسرائيلية (2023 – الآن)االحرب الفلسطينية |
| ملاوي                           | رئيس لازاروس مكارثي تشاكويرا                        | اختار حضور قداس الجنازة في كاتدرائية ماولا برازافيل بدلا من السفر فف العاصمة ليلونجوي |
| المكسيك                         | رئيسة كلوديا شينباوم                                | وبررت غيابها بقولها إن هناك خطر التعرض لانتقادات بسبب زياريها المحتملة بسبب الفصل بين الكنيسة والدولة. |
| هولندا                          | ملك فيليام ألكساندر                                 | يوم الملك احتفالات عيد ميلاده فق يوم الجنازة |
| باراغواي                        | رئيس سانتياغو بينيا                                 | اختار السفر إلى الولايات المتحدة في يوم الجنازة |
| بيرو                            | رئيسة دينا بولوارت                                  | رفض مجلس شيوخ بيرو طلبها بالسماح لها بالسفر إلى الفاتيكان لحضور الجنازة. وكانت نتيجة التصويت 45 صوتا ضد و40 صوتا لصالح وامتناع واحد عن التصويت.                                                                        |
| روسيا                           | رئيس فلاديمير بوتين                                 | بسبب مذكرة اعتقال صادرة عن المحكمة الجنائية الدولية والتي تحد من سفره خارج البلاد |
| دول الكومنولث · المملكة المتحدة | ملك تشارلز الثالث                                   | بروتوكول عدم حضور الجازات |